# 希格登 (阿肯色州)
希格登（英語：Higden）是一個位於美國阿肯色州克利本縣的市鎮。

## 地理
希格登的座標為35°34′15″N 92°12′13″W / 35.57083°N 92.20361°W，而該地的平均海拔高度為160米（即525英尺）。

## 人口
根據2010年美國人口普查的數據，希格登的面積為1.26平方千米，皆為陸地。當地共有人口114人，而人口密度為每平方千米85人。